# Arthur M. Sackler Gallery
La Arthur M. Sackler Gallery è un museo di arte asiatica di Washington, negli Stati Uniti d'America.

## Storia
Dopo aver visitato la Freer Gallery of Art nel 1979, il primo ministro del Giappone Masayoshi Ōhira dichiarò che il suo Paese avrebbe donato un milione di dollari statunitensi alla Smithsonian Institution, proprietaria della Freer Gallery, per far sì che tale museo avesse uno spazio dedicato interamente all'arte dell'Asia. Durante il 6 giugno dello stesso anno, su richiesta dello Smithsonian, il Senato americano versò 500.000 dollari destinati alla costruzione di spazi espositivi occupati da manufatti artistici asiatici e africani. Durante il mese di giugno dell'anno seguente, i 500.000 dollari destinati alla costruzione del South Quadrangle Project non furono più previsti a budget dallo Smithsonian. Questo progetto riemerse nel 1981, e il 23 dicembre il Congresso degli Stati Uniti concesse 960.000 dollari di fondi pubblici al nuovo complesso.
Nel 1982, Arthur M. Sackler donò circa mille opere d'arte e oggetti asiatici alla Smithsonian Institution. Inoltre, Sackler donò quattro milioni di dollari per costruire una struttura che li contenesse e che prese il nome di Arthur M. Sackler Gallery. I lavori iniziarono il 22 giugno del 1982. Durante il mese di ottobre dello stesso anno furono donati alla galleria altri 36,5 milioni di dollari. Sackler morì quattro mesi prima dell'inaugurazione del museo, che avvenne il 28 settembre 1987.